# Трамвай у Местре
Трамвай у Местре (італ. Tranvia di Mestre) — діюча мережа транслор, у муніципалітетах Венеції — Местре, Фавара-Венето і Маргера. Відкрито 20 грудня 2010 року.
Будівництво почалося у 2004 році. 20 грудня 2010 відкрито лінію T1 за маршрутом Фавара-Венето — Местре. У 2015 році відкрито трамвайну лінію  до П'яццале-Рома (головний автовокзал) у Венеції.

## Рухомий склад на початок 2010-х
20 одиниць транслорів типу STE4.
|  |
|  |

|  |
|  |

|  |
|  |

|  |
|  |

## Ресурси Інтернету
Вікісховище має мультимедійні дані за темою: Trams in Mestre
- transphoto.ru/